# Kompenzáció (orvosi)
Az orvostudományban a kompenzáció egy károsodott, csökkent működésű szerv(rész) automatikus pótlódása más szerv(rész) által.
A kompenzálás orvosság vagy más kezelés útján történő serkentést jelent.
A szervet kompenzáltnak nevezzük, ha károsodása ellenére normális működésre képes.
Betegséget tünet- ill. panaszmentesség esetén nevezünk kompenzáltnak.